# Лиофилизация
Лиофилизация (от др.-греч. λύω — растворяю и φιλέω — люблю) — способ мягкой сушки веществ, при котором высушиваемый препарат замораживается, а потом помещается в вакуумную камеру, где и происходит возгонка (сублимация) растворителя.

## Преимущества лиофилизации
Преимущества такого способа высушивания — отсутствие воздействия высоких температур на препарат, сохранение дисперсной фазы препарата, возможность использования летучих растворителей. Метод лиофилизации позволяет получать сухие ткани, препараты, продукты и т. п. без потери их структурной целостности и биологической активности. Для защиты белков от денатурации при лиофилизации их помещают в специальные среды из различных химических веществ, таких как, например, глюкоза, соли, глицерин, органические анионы. При лиофилизации большинство белков не подвергается денатурации и может длительно сохраняться при умеренном охлаждении (около 0 °C). Лиофилизированные ткани и препараты при увлажнении восстанавливают свои первоначальные свойства.

## Недостатки лиофилизации
Недостатками лиофилизации является необходимость тщательной подготовки препарата к сушке, создание вакуума для полноты высыхания, длительность сушки и достаточно высокие энергозатраты.

## Применение
Лиофилизацию применяют при необходимости продолжительного хранения и консервирования различных продуктов биологического происхождения, для получения сухой плазмы донорской крови, сухих сывороток и вакцин, при трансплантации органов и тканей, в фармацевтической и пищевой промышленности. В системах жизнеобеспечения космического корабля лиофилизация применяется как один из перспективных способов регенерации воды из влагосодержащих материалов.
В пищевых производствах в технологических процессах лиофилизации сохраняется значительное количество полезных веществ, продукты сохраняют форму, запах и цвет. При лиофилизации обычно не используются красители, ароматизаторы и подобные добавки.
Значительная часть растворимого кофе изготавливается с использованием лиофилизации. В пищевой промышленности эта технология называется «сублимированный кофе» (другие названия — «вымороженный», «фриз-драйд»).